# 宁墩镇
宁墩镇，是中华人民共和国安徽省宣城市宁国市下辖的一个乡镇级行政单位。

## 行政区划
宁墩镇下辖以下地区：
宁墩社区、宁墩村、吉宁村、黄岗村、南阳村、纽乐村、三塔村和双川村。